# Neorhynchoplax yaeyamaensis
Neorhynchoplax yaeyamaensis is een krabbensoort uit de familie van de Hymenosomatidae. De wetenschappelijke naam van de soort is voor het eerst geldig gepubliceerd in 2005 door Naruse, Shokita & Kawahara.